# Liste englischer Dramatiker
Dies ist eine Liste bekannter Dramatiker, die aus England stammen.

## A
- Joseph Addison
- William Alabaster
- John Arden
- Simon Armitage
- Kate Atkinson
- W. H. Auden
- Alan Ayckbourn

## B
- Enid Bagnold
- Peter Barnes
- Clifford Bax
- Beaumont und Fletcher
- Aphra Behn
- Derek Benfield
- Alan Bennett
- Gurpreet Kaur Bhatti
- Alice Birch
- Robert Bolt
- Edward Bond
- Gordon Bottomley
- Frances Hodgson Burnett
- William Evans Burton
- Francis Beaumont

## C
- Richard Cameron
- Gilbert Cannan
- Susanna Centlivre
- George Chapman
- Agatha Christie
- Caryl Churchill
- Colley Cibber
- Lucy Clifford
- George Colman der Ältere
- George Colman der Jüngere
- William Congreve
- William Congreve
- Noël Coward

## D
- William Davenant
- Robert Davenport
- John Day
- Thomas Dekker
- R. F. Delderfield
- Robert Dodsley
- Margaret Drabble
- John Drinkwater
- John Dryden
- Andrea Dunbar
- Charles Dyer

## E
- Ben Elton
- Henry V. Esmond
- George Etherege

## F
- John Fawcett
- Michael Field
- Henry Fielding
- James Elroy Flecker
- Richard Flecknoe
- Samuel Foote
- Michael Frayn
- Christopher Fry
- Nathaniel Field
- John Fletcher
- John Ford

## G
- John Galsworthy
- David Garrick
- John Gay
- George Lillo
- Val Gielgud
- W. S. Gilbert
- John Godber
- Catherine Gore
- Ronald Gow
- Harley Granville-Barker
- Simon Gray
- Robert Greene

## H
- Willis Hall
- Cicely Hamilton
- Patrick Hamilton
- Pamela Hansford Johnson
- David Hare
- Tony Haygarth
- Carole Hayman
- Prince Hoare
- Thomas Holcroft
- Constance Holme
- Thomas Heywood

## I
- Laurence Irving

## J
- Douglas William Jerrold
- Ben Jonson

## K
- Sarah Kane
- Henry Killigrew
- Kwame Kwei-Armah
- Thomas Kyd

## L
- Nathaniel Lee
- Nell Leyshon
- Thomas Lodge
- Frederick Lonsdale
- Edward Bulwer-Lytton, 1. Baron Lytton

## M
- Christopher Marlowe
- John Marston
- Philip Massinger
- William Somerset Maugham
- Jasper Mayne
- Herman Charles Merivale
- Thomas Middleton
- Mary Russell Mitford
- Allan Monkhouse
- Thomas Sturge Moore
- John Mortimer
- William Mountfort
- Anthony Munday

## N
- Henry Naylor
- Beverley Nichols
- Peter Nichols
- Robert Nichols

## O
- Joe Orton
- John Osborne
- John Oxenford

## P
- George Peele
- Stephen Phillips
- Arthur Wing Pinero
- Harold Pinter
- James Planché
- Alan Plater
- Dennis Potter
- J. B. Priestley

## R
- William Rowley
- Terence Rattigan
- Jack Rosenthal
- Nicholas Rowe
- Willy Russell

## S
- Charles Sedley
- Thomas Shadwell
- Anthony Shaffer
- Peter Shaffer
- William Shakespeare
- Rob Shearman
- R. C. Sherriff
- James Shirley
- N.F. Simpson
- Dodie Smith
- Simon Stephens
- Tom Stoppard
- David Storey
- Meera Syal

## T
- Henry Taylor
- Tom Taylor
- Peter Terson
- Brandon Thomas
- Cyril Tourneur
- Ben Travers

## U
- Nicholas Udall
- Thomas d’Urfey
- Peter Ustinov

## W
- Thomas Wade
- Keith Waterhouse
- John Webster
- Arnold Wesker
- Peter Wildeblood
- Heathcote Williams
- Nigel Williams
- William Whitehead
- George Wilkins
- William Wycherley